# جونیچی کیتشیتا
جونیچی کیتشیتا (به انگلیسی: Junichi Miyashita) (زادهٔ ۱۷ اکتبر ۱۹۸۳) شناگر اهل ژاپن است.